# Sound of zZz
Sound of zZz is het debuutalbum van zZz uit 2005.

## Opnamen
zZz werd in 2000 opgericht in Badhoevedorp door Daan Schinkel en Björn Ottenheim. Na een demo onder leiding van producer Henk Jonkers kwam de band onder de aandacht van het Nationaal Pop Instituut, dat de band uitnodigde voor het Unsigned project van 2003. Hiervoor mocht de band twee nummers opnemen in de Studio Sound Enterprise van Frans Hagenaars, die verschenen op College Radio: Alternative Rock Songs. Ferry Roseboom was zo onder de indruk dat hij twee van de nummers die de band opnam, Ecstasy en Godspeed, nog uitbracht op vinylsingle, voor de officiële compilatie uit was.
Hierna ging het snel met zZz. Het nummer Ecstasy werd gebruikt in de film Phileine zegt sorry en de band had diverse optredens in Amerika. Ondertussen werkte de band hard aan het debuutalbum met producer Henk Jonkers in de studio van Frans Hagenaars. De plaat werd eind 2004 afgerond, maar werd nog enkele maanden achtergehouden voor hij daadwerkelijk uitkwam, om een gelijktijdige release in Nederland en Noord-Amerika mogelijk te maken.
Op 3 mei 2005 verscheen het album in Noord-Amerika op Howler Records. Op 23 mei verscheen de plaat, zowel op cd als op vinyl, in de Benelux op Excelsior Recordings en in Groot-Brittannië.Beide platen hadden een andere mastering, waardoor ze qua geluid van elkaar verschilden. De plaat werd enthousiast ontvangen en kreeg lovende recensies in binnen- en buitenland. Langzaam maar zeker, kreeg de band steeds meer voet aan de grond en werd het album over heel de wereld uitgegeven. In Rusland werd het album door Rolling Stone uitgeroepen tot album van het jaar.
De band deed na de release weer veel optredens in Nederland en elders in de wereld. De band werd gevraagd een cover op te nemen van Bubblegum voor een tributealbum van Sonic Youth. Eind 2005 trad de band tweemaal op in het Sportpaleis Antwerpen en viermaal in Ahoy Rotterdam als voorprogramma van Anouk en in mei 2006 vertrok de band naar Japan om zevenmaal als voorprogramma van Fatboy Slim te spelen.
De muziek van Sound of zZz werd gebruikt in verschillende reclames. Het nummer O.F.G. werd gebruikt in het computerspel Driver: Parallel Lines van Atari. Lalala werd gebruikt in het achtste seizoen van CSI: Crime Scene Investigation in de aflevering Two and a Half Deaths.

## Muzikanten
- Daan Schinkel - Philicorda
- Björn Ottenheim - drums, zang

## Nummers
1. O.F.G.
2. Ecstasy
3. Lalala
4. House of sin
5. Hammerhead
6. Soul
7. Lucy
8. Sweet sex
9. Godspeed
10. Uncle Sam
11. Roses

Alle nummers zijn geschreven door Daan Schinkel en Björn Ottenheim.